# Phanaeus lunaris
Phanaeus lunaris là một loài bọ cánh cứng trong họ Bọ hung (Scarabaeidae).